# Corpo morto (nautica)
Corpo morto è un termine nautico per indicare un blocco sommerso generalmente squadrato, sia esso di pietra o cemento, atto a realizzare sistemi di ancoraggio grazie al suo peso sul fondo per tenere un punto fisso di ormeggio che può essere solidale con una boa o un pedagno, ma soprattutto per realizzare sistemi di ormeggio per imbarcazioni di piccole e medie dimensioni, presso pontili, marine e porticcioli, dove è necessario ormeggiare allineate molteplici imbarcazioni e garantirne la sicurezza per quanto possibile anche con mare agitato. Recentemente sono realizzati sistemi di ormeggio con corpi morti di grandi dimensioni e peso anche per navi da diporto che devono ormeggiare fuori dai porti così da sostituire le ancore tradizionali onde evitare danneggiamenti dei fondali, in particolare non sradicare le praterie di posidonia oceanica. Altro utilizzo è quello ideale per ormeggiare in mare aperto gli impianti di acquacoltura con sistema di ormeggio detto oceanico fluttuante attraverso grosse gomene fissate con radancia a corpi morti disposti intorno alle reti in numero di almeno 4 per rete o disposti a reticolo per impianti con molte reti. 

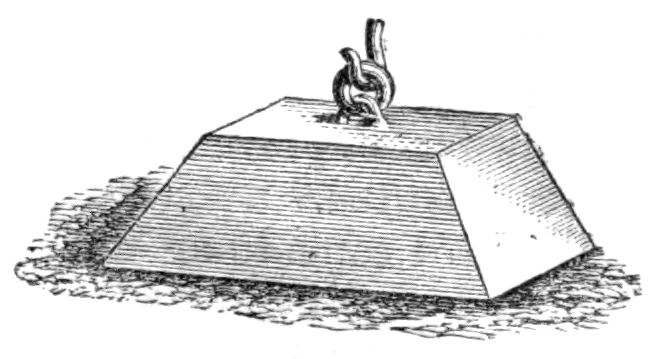
Un antico disegno rappresentante un corpo morto con golfare e anello

## Descrizione
Generalmente i corpi morti sono realizzati con armatura di acciaio,  e con successiva colata di calcestruzzo, preferibilmente di tipo pozzolanico, entro una forma/stampo di metallo, di legno o di vetroresina. È costituito in tutto o in parte di cemento (pesante ed economico) ed è dotato di uno o più golfari metallici i quali sono solidali e/o saldati all'armatura in acciaio, necessari per fissare la catena con maniglioni in acciaio, o la cima. I golfari possono essere uno o più per consentire anche la movimentazione con gru, in superficie, e con uno o più palloni idrodin di sollevamento in immersione, considerato il peso del corpo morto possono essere necessari più palloni. Per i sistemi di ormeggio portuali vengono sommersi ed allineati una serie di corpi morti lungo il fronte delle imbarcazioni da ormeggiare, ad una distanza adeguata alla lunghezza necessaria a tenere ormeggiate le barche poste perpendicolarmente, generalmente ca 10 mt., considerato il basso fondale dei porticcioli. I corpi morti in questo caso sono posti a distanza uno dall'altro, considerata la stazza delle imbarcazioni da tenere, da ca 5 fino a mediamente 7/8 m Questi possono essere in numero da due fino anche a decine, considerando la lunghezza dei pontili e/o dei moli e del numero di imbarcazioni che si devono ormeggiare. Ai golfari è poi allineata la catena madre, così chiamata perché è la catena principale, generalmente di più grosso diametro, da 18 a 24 mm, tenuta questa nei golfari dei corpi con dei maniglioni di misura simile. Alla catena madre sono poi montati i pendini di ormeggio che vanno fissati alle bitte delle barche, composti da uno spezzone di catena di più piccolo diametro, da ca 8 a 14 mm, fissati con maniglione alla catena madre e alla cima dotata di radancia e possono essere singoli o doppi per imbarcazione, in questo caso fissati a manca o a diritta, così da evitare movimenti ed oscillazioni dovuti alle correnti, per esempio nei porti canale, e/o al moto ondoso durante le mareggiate.

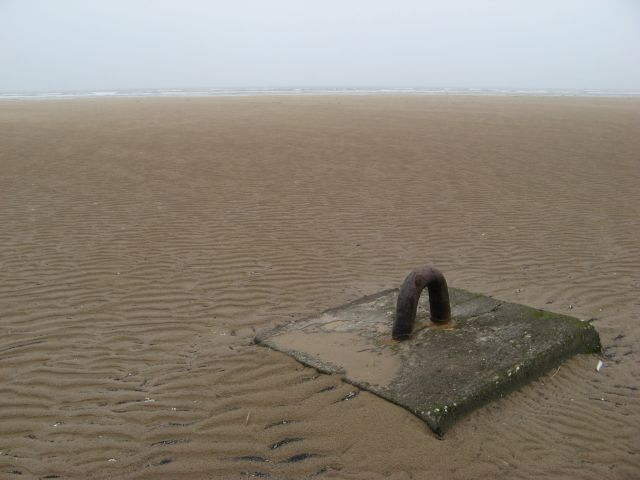
Un corpo morto insabbiato e visibile con bassa marea

Nel caso si usi solo la catena per l'ormeggio questa dovrebbe essere di lunghezza almeno doppia rispetto alla profondità alla quale si vuole affondare il corpo morto: più corta se vicino alla costa, più lunga se in mare aperto.